# Power pop
La power pop, ou powerpop, est un genre musical inspiré de la musique pop et rock britannique des années 1960. Il se caractérise généralement par des refrains mélodiques, des harmonies vocales, une performance énergique et une musique d’apparence joyeuse, soutenue par un sentiment de désir, de nostalgie, de désespoir ou d’affirmation de soi. Le style est principalement enraciné dans les traditions pop et rock du début et du milieu des années 1960, bien que certains artistes aient occasionnellement puisé dans des styles plus tardifs comme le punk, la new wave, le glam rock, le pub rock, le college rock et la neo-psychedelia.
Le terme a été inventé en 1967 par le guitariste et compositeur des Who, Pete Townshend, pour décrire le style musical de son groupe. Cependant, le power pop a été plus largement associé aux artistes des années 1970 qui cherchaient à faire renaitre le style de pop des années 1960. Les albums sortis au début des années 1970 par Badfinger, les Raspberries et Todd Rundgren sont parfois considérés comme ayant contribué à établir le power pop en tant que genre distinct. Le power pop a atteint son apogée commerciale avec la montée du punk et de la new wave à la fin des années 1970, avec des groupes comme Cheap Trick, the Knack, the Romantics, Nick Lowe, Dave Edmunds et Dwight Twilley parmi les plus populaires. Après le plus grand succès du genre, My Sharona des Knack en 1979, les maisons de disques ont cessé de signer des groupes de power pop, et la plupart des formations des années 1970 se sont séparées au début des années 1980.
Dans les années 1980 et 1990, la power pop devient un genre modestement commercial. Des groupes comme The Spongetones, Marshall Crenshaw, Del Amitri, The Smithereens, Enuff Z'Nuff, Matthew Sweet, Tommy Keene, Redd Kross, Material Issue, Let's Active et The Posies s'inspirent des premières chansons du genre. Au milieu des années 1990 aux années 2000, la power pop devient underground avec des groupes comme Sloan. La power pop est également jouée par des groupes nord-américains comme Gin Blossoms, The Posies, The New Pornographers, Ridel High et Jimmy Eat World. 

## Caractéristiques
La power pop est décrit comme un mélange de hard rock et de pop mélodique. La power pop est plus agressive que le pop rock. L'auteur John M. Borack explique dans son ouvrage que le genre a souvent fait appel à plusieurs différents groupes et artistes et qu'il a souvent été attribué à tort pour caractériser des groupes et artistes comme Britney Spears, Green Day, The Bay City Rollers et Def Leppard.

## Histoire

### Origines

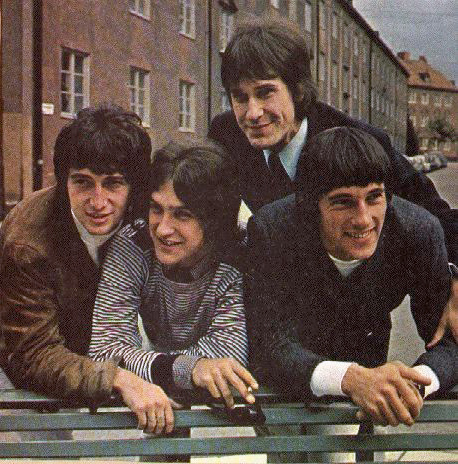
Le groupe de rock The Kinks en 1965.

John Dougan, du site AllMusic, décrit le genre comme tel : « The Beatles sont la source musicale du genre. Virtuellement, toutes les propriétés stylistiques ont été lancées par le groupe : des chants harmonieux, des mélodies marquées, des riffs de guitare inoubliables, des paroles sur les garçons et les filles amoureux ; ils ont tracé le chemin des power poppers qui les ont copié pendant les décennies suivantes. D'autres inspirations significatives du genre incluent The Who, The Kinks et The Move, des groupes dont les mélodies agressives et les morceaux de guitare saturée attribuent la « puissance » (power) à la power pop. »
Pete Townshend des Who utilise le terme de « power pop » dans une entrevue en 1967 durant laquelle il explique que « la power pop, c'est ce que nous jouons—ce que Small Faces jouaient, et le type de pop que The Beach Boys jouaient à l'époque de Fun, Fun, Fun ce que je préférais. » Les Beatles et The Byrds, ainsi que The Who, The Small Faces et The Beach Boys, sont souvent cités comme les créateurs de la power pop.
The Who, inspirés par le mélodisme des Beatles et le rythme entrainant du R&B américain, font paraître de nombreuses chansons — I Can't Explain, The Kids Are Alright, Substitute, I'm a Boy et Happy Jack — pendant leur période 1965 et 1966, considérées comme les premières véritables chansons power pop. Le rôle des Who dans la création de la power pop est cité par l'auteur-interprète Eric Carmen des Raspberries : « Pete Townshend utilise la phrase qui définira ce que les Who ont fait. Pour certaines raisons, ça n'a pas collé aux Who, mais ça a collé à ces groupes qui se sont lancés dans les années '70 et qui ont joué des chansons mélodieuses accompagnées de guitares saturées et de morceaux de batterie sauvages. Ça nous a collé comme de la glu, et ça nous allait vu que les Who étaient notre modèle principal. On vénérait les Who. »
Plusieurs groupes à la veille du succès des Beatles s'impliquent significativement dans l'évolution et l'importation du style power pop comme The Hollies et The Monkees ; ils sont accompagnés de groupes « plus doux » comme The Beau Brummels, The Cowsills, The Zombies, et par les singles « bubblegum » de l'équipe de production Kasenetz-Katz. D'autres groupes comme The Knickerbockers, The Easybeats et The Outsiders contribuent aux singles iconiques.

### Pic commercial

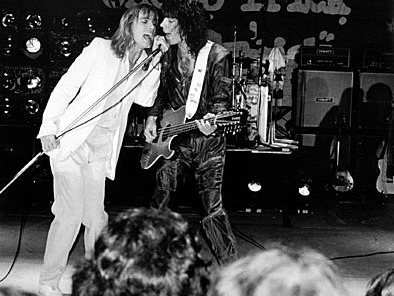
Cheap Trick en 1978.

Sous l'impulsion de l'émergence du punk rock et de la new wave, la power pop jouit d'un succès prolifique et commercial à la fin des années 1970 et au début des années 1980. Aussi utilisé dans les années 1960, puis en 1973 pour décrire les Sweet, le terme de « power pop » ne sera plus utilisé jusqu'en 1978. Le terme est souvent utilisé par la presse spécialisée pour décrire leurs artistes coup de cœur Elvis Costello et Nick Lowe, dont le style est perçu comme une version moins marginalisée du punk rock,. Le magazine Bomp!, basé à Los Angeles, couvre la power pop d'éloges dans son édition du mois de mars 1978, liant les racines du genre à des groupes des années 1960 comme The Who et The Easybeats en passant par les Raspberries du début des années 1970.
Le terme de « power pop » au Royaume-Uni désigne un certain style différent de musique, comme aux États-Unis. The Evening Standard utilise le terme en janvier 1978 pour décrire The Rich Kids et Tonight. En parallèle, les groupes américains de musique new wave comme Blondie sont souvent catégorisés de power pop par la presse britannique. Les chansons One Way or Another et 11:59 de leur album Parallel Lines démontrent clairement le côté power pop de Blondie. Le groupe de power pop australien le plus notable de l'époque est sans doute The Innocents ; le spécialiste de l'histoire du rock Glenn A Baker explique qu'ils étaient « le meilleur groupe de power pop depuis la séparation des Raspberries. » Influencé par le développement de la power pop depuis le début, le groupe de rock britannique les Kinks lancent le style avec leur album Word of Mouth.

### Évolution contemporaine

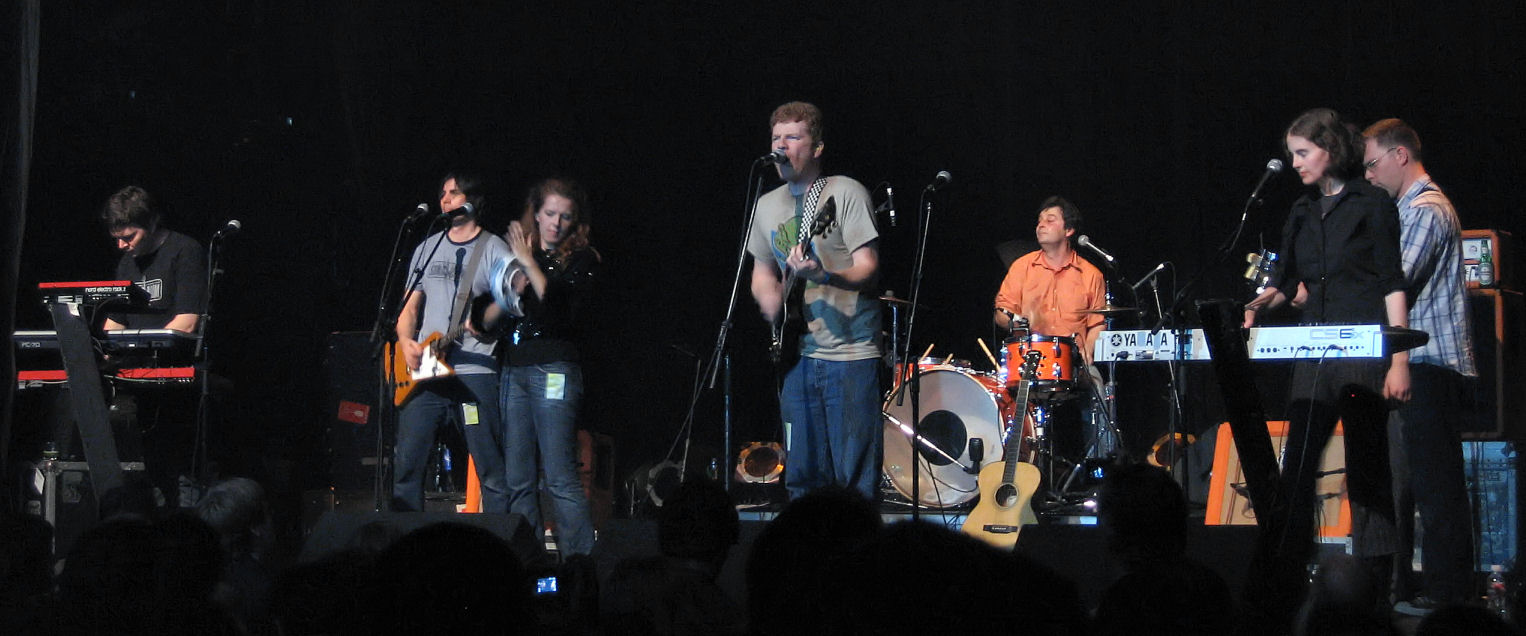
The New Pornographers en concert.

Dans les années 1980 et 1990, la power pop devient un genre modestement commercial avec des groupes comme The Spongetones. Au milieu des années 1990 jusqu'aux années 2000, la power pop devient un genre underground représenté par des groupes comme Sloan. Des labels indépendants comme Not Lame Recordings, Parasol, Kool Kat Musik et Jam Recordings se spécialisent dans le genre. Le son fait une apparition publique en 1994 avec l'album homonyme des Weezer (produit par Ric Ocasek de The Cars) et le hit single Buddy Holly.
La power pop est également jouée par des groupes nord-américains comme Mod Fun, Gin Blossoms, Fountains of Wayne, Brendan Benson, The Posies, The New Pornographers, Guided by Voices, Semisonic, Jimmy Eat World, The Click Five, The Dandy Warhols, Sloan, Wheatus, The Brother Kite, The Apples in Stereo, Cotton Mather et Fastball. La power pop inspire également des groupes britanniques contemporains tels que Silver Sun, Snow Patrol, The Futureheads, Maxïmo Park, Farrah, ainsi que des groupes français tels que Fuzzy Vox ou The Crusaders of Love. Des groupes comme les Jonas Brothers et 5 Seconds of Summer sont souvent rattachés à la power pop,,,.